# Archiwum Państwowe w Kaliszu
Archiwum Państwowe w Kaliszu – archiwum państwowe utworzone w 1825 jako wojewódzkie Archiwum Akt Dawnych przy Trybunale Cywilnym w Kaliszu, zorganizowane w 1828.

## Historia
W 1257 lokowano miasto Kalisz, a następnie powstała kancelaria miejska, która mieściła się na zamku królewskim, a później w ratuszu. W 1537 i 1792 podczas pożarów miasta archiwum poniosło wielkie straty. W 1793 po II rozbiorze Polski zbiory archiwalne wywieziono do Poznania. W 1795 Kalisz został stolicą departamentu kaliskiego i część zasobu archiwalnego zwrócono. 
W 1815 utworzono Królestwo Polskie, a w 1816 utworzono województwo kaliskie. 16 marca 1825 utworzono Archiwum Akt Dawnych przy Trybunale Cywilnym w Kaliszu, którego kierownikami byli m.in. Jakub Szreder (1844–1853) i Józef Gabriel Szaniawski (1853–1876). W 1876 archiwum zlikwidowano, a jego zasób przeniesiono do Archiwum Głównego Akt Dawnych w Warszawie. W 1914 spłonęło archiwum miejskie, a ocalałe zbiory wywieziono do Rosji.
W 1920 przy Sądzie Okręgowym w Kaliszu utworzono Archiwum Państwowe w Kaliszu, a jego kierownikiem w latach 1920–1926 był prof. Leon Białkowski. W 1926 z powodu oszczędności finansowych archiwum zlikwidowano, a zasób przeniesiono do archiwów państwowych w Poznaniu i Warszawie.
W 1950 zarządzeniem Ministra Oświaty utworzono w Kaliszu Oddział Powiatowy Archiwum Państwowego w Poznaniu. Działalność archiwum rozpoczęło w 1951, a nazwę zmieniono na Powiatowe Archiwum Państwowe w Kaliszu. W 1959 archiwum przekształcono w Oddział Terenowy Archiwum Państwowego Miasta Poznania i Województwa Poznańskiego w Poznaniu. W 1975 powstało województwo kaliskie, a archiwum przekształcono w Wojewódzkie Archiwum Państwowe w Kaliszu. W 1984 zmieniono nazwę na Archiwum Państwowe w Kaliszu. Z powodu problemów lokalowych w 2004 archiwum przeniesiono do obecnej siedziby przy ul. Poznańskiej 207.
Kierownicy i dyrektorzy
Archiwum Akt Dawnych:
- 1835–1837: Michał Kiedrowski
- 1837–1839: Paweł Rojek
- 1839–1844: Franciszek Lisiecki
- 1844–1853: Jakub Szreder
- 1853–1876: Józef Szaniawski

Archiwum Państwowe:
- 1920–1926: Leon Białkowski
- 1951–1959: Władysław Michałek
- 1959–1976: Roman Szczepaniak
- 1976–2007: Mirosława Lisiecka
- od 2007: Grażyna Schlender